# Кунделекино
Кунделекино — хутор в Неклиновском районе Ростовской области.
Входит в состав Большенеклиновского сельского поселения.

## Население
| 2010 |
| ---- |
| 53   |

## Улицы
- ул. Горная,
- ул. Заречная,
- ул. Лесная.